# هوازن بن منصور
هوازن بن منصور بن عكرمة من قيس عيلان، من عدنان. جد جاهلي، بنوه بطون كثيرة، كانت منازلهم ما بين غور تهامة إلى ما وإلى بيئة وناحية السراة والطائف. قال عرام السلمي: «ومن منازلهم (قُباء) في الطريق من مكة إلى البصرة، وهي غير قباء المدينة». وكان لهم صنمٌ في الجاهلية اسمه (جهار) أقيم في عكاظ بسفح أطحل، ومعنى اسم هوازن جمع هوزن وهو ضرب من الطير وقد سمت العرب هوزن وهوازن.

## نسبه
هوازن بن منصور بن عكرمة بن خصفة بن قيس عيلان بن مضر بن نزار بن معد بن عدنان.
وامه هي سلمى بنت غنى وهو عمرو بن أعصر بن سعد بن قيس عيلان

## بطون هوازن
من بطونهم وقبائلهم بني سعد الذين منهم حليمة السعدية، وثقيف وفروعها، وعامر وكلاب وعُقيل وخفاجة وهلال بن عامر وغزية وجشم بن أبي بكر. وأخبارهم كثيرة في الجاهلية والإسلام، وحروب الردة وما بعدها.

## قبائل من الزمن الحالي

### عتيبة
قال صاحب مخطوطة (الخبر والعيان) وهو من فضلاء المعاصرين من سكان نجد: «وقبائل عتيبة المنتشرة اليوم في بوادي الحجاز ونجد والعراق، هي هوازن، ومساكنها بين الحجاز والعارض وجبل النير في طريق الحجاز، وهو معقلها وحصنها الذي تأوي إليه، وهي من أكبر قبائل العرب، وبطونها كثيرة أكبرها الروقة وفيهم الرئاسة في بيت آل ربيعان.» 